# Virtu Financial

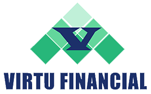
Altes Logo von Virtu Financial

Virtu Financial ist ein US-amerikanisches Finanzdienstleistungsunternehmen mit Sitz in New York City. 
Das Unternehmen handelt mit Aktien, Anleihen, Commodities und Währungen und ist ein wichtiger Market-Maker.
Virtu wurde 2008 von Vincent Viola und Douglas Cifu gegründet. Das Unternehmen vollzog 2015 einen Börsengang und fusionierte 2017 mit dem Konkurrenten KCG Holdings. Im März 2019 wurde die Investment Technology Group übernommen.